# Oxytropis ramosissima
Oxytropis ramosissima är en ärtväxtart som beskrevs av Vladimir Leontjevitj Komarov. Oxytropis ramosissima ingår i släktet klovedlar, och familjen ärtväxter. Inga underarter finns listade i Catalogue of Life.